# Asalto al edificio Miraflores
El Asalto al edificio Miraflores o Toma del edificio Miraflores fue un ataque perpetrado por la "Columna Móvil Teófilo Forero" de las Fuerzas Armadas Revolucionarias de Colombia (FARC) al lujoso edificio "Torres de Miraflores", en la ciudad de Neiva, departamento del Huila, el 26 de julio de 2001.
Fueron secuestradas 15 personas, varias de ellas fueron liberadas horas después por la presión de las autoridades. Sin embargo, la excongresista colombiana Gloria Polanco y dos de sus hijos continuaron secuestrados por las FARC.

## Asalto
El día 26 de julio de 2001, en el centro de Neiva, 12 hombres fuertemente armados, vestidos con prendas camufladas, asaltaron el Edificio Torres de Miraflores. Aprovechando que había celebraciones por el triunfo 2-0 de la Selección Colombia de fútbol le había ganado al seleccionado de Honduras por la Copa América 2001 donde Colombia era el país anfitrión. Llegaron a las puertas del edificio, donde un vigilante atendía. Se identificaron ante el vigilante como agentes del Grupo Gaula; una unidad anti-secuestros de la Policía Nacional de Colombia. El vigilante abrió los portones del edificio y les permitió el paso a los guerrilleros.
Los guerrilleros se fueron agrupando en los pisos del edificio y hacían disparos cada vez que entraban a un apartamento, se asomaban al balcón y desde allí hacían detonaciones al aire con sus armas, aprovechando los fuegos pirotécnicos de las celebraciones del partido de fútbol, señalando así la captura de cada piso. Mientras tanto, un desfile improvisado se acercó a las inmediaciones del edificio Miraflores, que se según investigaciones estuvo compuesto por miembros de la Segunda Compañía "Ayiber González" de la Columna Móvil Teófilo Forero Castro del Bloque Sur de las FARC, para despistar cualquier sospecha. Nunca se dio un desfile, si bien, como testigos, vimos cuando subían personas vestidas con trajes militares en medio del canal recolector de aguas lluvias, de igual forma transitaban motociclistas vestidos de prendas militares y camiones con personas vestidas con uniformes del CTI, entre otros.  Es lamentable que los medios y el mismo Estado, abandono a vìctimas de dicho episodio, toda vez que de manera alterna, los delincuentes de la Farc, emprendían acciones directas, disparando ráfagas con armas largas y cortas en direcciòn al estadero el trìangulo, al tal punto que para sesgar la vida de quien tenían el lugar en aquella época, validados con una granada de fragmentación la que al ser arrojada al interior del establecimiento comercial, la misma impactó primero con unas rejillas de seguridad ubicadas en la pared trasera del negocio aludido, que aun así, ocasionó lesiones personales de consideración; el sedicioso que propició lo inferido, no se supo de su paradero, de quien se rumoró que fue atendido en el Hospital de Neiva.   Al parecer, las autoridades competentes tampoco dieron traslado a la denuncia 1275 instaurada el 27 de julio de 2001.
En el apartamento 801 del edificio se encontraban Gloria Polanco, dos de sus hijos; Juan Sebastián y Jaime Felipe, acompañados de la hermana de Gloria; Lely y la empleada del servicio de nombre Aya. Los guerrilleros entraron al apartamento después de forzar la puerta y hacer disparos. Uno de los guerrilleros gritaba "El senador... ¡dónde está el senador!?". "Infórmele que somos de la fiscalía!". Al ver que no estaba el senador, se llevaron a parte de su familia con destino a la zona de distensión, donde las FARC llevaban a cabo negociaciones de paz con el gobierno de Andrés Pastrana.
El comando de 75 guerrilleros secuestraron a 15 personas; entre ellas, los hermanos Juan Sebastián (Tatán) y Jaime Felipe Lozada (Pipe), de 15 y 17 años, respectivamente y a la excongresista y Gloria Polanco, madre de ambos muchachos y esposa del senador Jaime Lozada. El único de los hijos que no fue secuestrado fue Daniel, el hijo menor, entonces de 10 años de edad, ya que se había quedado dormido profundamente y no se despertó tras el asalto armado al edificio.

## Liberados
El 1 de noviembre de 2004, las FARC liberaron a Aníbal Rodríguez, su hija Natalia, de 18 años, y su cuñado Jaime Briñez. Fueron liberados en una zona montañosa de El Paujil, región vecina a Neiva, en el departamento del Caquetá. Carmenza Briñez, esposa de uno de los ex rehenes, dijo a la prensa que la liberación de sus familiares se logró después de un intenso diálogo con las FARC.
Juan Sebastían y Andrés Felipe Losada Polanco fueron liberados por las FARC en el departamento del Caquetá después de una caminata de 8 días. Gustavo Polanco, hermano de Gloria y tío de Juan Sebastían y Andrés Felipe fue a recibirlos a la selva en inmediaciones de la población de San Vicente del Caguán, Caquetá alrededor de las 9:00 PM (UTC-5). Permanecieron en San Vicente del Caguán esa noche y por la mañana regresaron a Neiva.
Es importante señalar que no han sido escuchadas versiones tendientes al esclarecimiento del caso ante la poca reacción de las autoridades, pese a darse aviso oportuno; que de igual manera existe una investigación interna en la Policía Nacional - Comando Neiva-Huila, en el que se exponen pormenores de los hechos.   Existen además personas que fueron afectadas y de quienes no se hace referencia, a pesar de comprobarse un ataque directo contra ellos, en la época de los hechos.

## Condenas
El 21 de septiembre de 2005, Sandy Rocío Villalba Mosquera y Ricardo Falla Ferro, vinculados a la investigación por un fiscal especializado de Neiva recuperaron la libertad tras precluír sus casos.
El 6 de octubre de 2006, la Fiscalía General de la Nación acusó de secuestro extorsivo agravado, hurto calificado agravado, daño en bien ajeno, terrorismo, lesiones personales agravadas y rebelión, a Clovis Enrique Cuero Ocampo, alias "El Gato", José Alexánder Bosso Rojas, alias "Mafla", John Gilbert Barrera Bustos, alias "Jetón" y José Enrique Nieto Mosquera, alias "Uriel" o "Tripaseca" de ser los posibles autores materiales de la toma del edificio Torres de Miraflores en Neiva.
El Secretariado de las FARC también fue vinculado al caso, entre otros que incluyeron a Pedro Antonio Marín, alias "Manuel Marulanda", Luciano Marín Arango, alias "Iván Márquez", Luis Edgar Devia Silva, alias "Raúl Reyes", Guillermo León Sáenz Vargas, alias "Alfonso Cano", Rodrigo Londoño Echeverry, alias "Timoleón Jiménez", Milton de Jesús Toncel Redondo, alias "Joaquín Gómez", y Ricardo Ovidio Palmera, alias "Simón Trinidad". Como personas ausentes a Marcelino Trujillo Bustos, Jorge Briceño Suárez, alias "Mono Jojoy", José Benito Cabrera, Germán Briceño Suárez, alias "Grannobles" y Henry Castellanos Garzón, alias "Romaña".